# Scheloribates caprai
Scheloribates caprai är en kvalsterart som beskrevs av Bernini 1973. Scheloribates caprai ingår i släktet Scheloribates och familjen Scheloribatidae. Inga underarter finns listade i Catalogue of Life.